# Zorgmijding
Zorgmijding is het verschijnsel dat sommige mensen geen hulp zoeken terwijl ze die wel nodig hebben. Zorgmijding kan meerdere oorzaken hebben.

## Achtergrond
Zorgmijding kan samenhangen met de ontoegankelijkheid van voorzieningen. Veel voorzieningen zijn moeilijk toegankelijk door wachtlijsten, drempels, in- en uitsluitingscriteria of door een bureaucratische opstelling van hulpverleners. Een andere reden kan liggen in de angst voor eventuele financiële consequenties van de behandeling wanneer men om welke reden dan ook onverzekerd is. Daarbij zijn veel personen bang voor de diagnose en de consequenties daarvan, bijvoorbeeld ziekenhuisopname, een operatie, chemotherapie, medicijnen moeten slikken die duur zijn of bijwerkingen geven, invalide raken, de dood, niet meer op zichzelf kunnen wonen, opgenomen moeten worden in een verzorgingshuis. Men kan bang zijn de controle over zijn eigen leven te verliezen door hulpbehoevend te worden, of doordat goedbedoelende familie of medici de regie over diens leven over nemen. Men gaat hierbij voorbij aan het feit dat hulpbehoevendheid veroorzaakt wordt door het onderliggende medische probleem is en dat het negeren van het probleem dit niet oplost en wellicht zelfs verergert.
Wie slechte ervaringen heeft met de zorg kan besluiten haar te mijden. Het is een veelvormig verschijnsel dat samen kan gaan met een gebrek aan daadkracht en initiatief van hulpverleners om mensen met opeenstapelende problemen te helpen. Hulpverleners wachten het initiatief van anderen af of verwijzen deze cliënten naar elkaar door. Zorgmijding kan te maken hebben met het ontbreken van wederzijds vertrouwen tussen hulpverleningsinstellingen en cliënten.

## Groepen
Groepen die vaak opstapelende problemen hebben en waarvan bekend is dat ze hulpverlening uit de weg gaan zijn zwervende dak- en thuislozen, zelfstandig wonende dementerende ouderen, lijders aan depressie of alcoholisme, mensen met gedrags- of persoonlijkheidstoornissen of met een 'dubbele diagnose' (psychiatrie plus verslaving). Ook komt zorgmijding voor bij mensen met woonhygiënische problemen die overlast veroorzaken, personen die getraumatiseerd zijn door geweld en kinderen van verslaafde ouders met psychiatrische problematiek. Mantelzorgers die hun chronisch zieke of gehandicapte familielid niet aan een ander toe durven te vertrouwen kunnen ook noodzakelijke zorg gaan mijden.
Wanneer verslavingsproblemen, psychiatrische problemen, pedagogische problemen, schulden, woonproblemen of huiselijk geweld zich opstapelen kan dat tot gevolg hebben dat hele gezinnen zorg gaan mijden.

## Zorgverlamming
Zorgverlamming is het gebrek aan daadkracht en initiatief van hulpverleners om mensen met een opeenstapeling van problemen te helpen. Bij gezinnen met meerdere problemen zijn soms meer dan tien hulpverleners actief. Voor afzonderlijke hulpverleners die allemaal verantwoordelijk zijn voor een deelgebied in de hulpverlening, is het moeilijk om het geheel te overzien. Dit zorgt voor gevoelens van onmacht en gebrek aan initiatief; waar iedereen verantwoordelijk is, is niemand verantwoordelijk.

## Bemoeizorg
Wanneer mensen of instanties zich grote zorgen maken over een zorgmijder, of deze veroorzaakt overlast, wordt er wel gesproken van een zorgwekkende zorgmijder. Men poogt dan soms noodzakelijke zorg minder vrijblijvend aan te bieden. Dit wordt bemoeizorg genoemd. Er is daarbij vaak een spanningsveld tussen het respect voor de autonomie van de cliënt enerzijds en de gevoelde verantwoordelijkheid anderzijds.